# Spegnimento automatico
Lo spegnimento automatico è una caratteristica tecnica di innumerevoli dispositivi elettrici ed elettronici, come gli impianti di illuminazione, le calcolatrici, i telefoni o i computer.

## Funzione
Nello specifico questi sistemi si disattivano dopo un periodo predeterminato dal costruttore (solitamente alcuni minuti) durante il quale non vengono utilizzati. Molti altri dispositivi, anche se meno evidenti, dispongono di questa funzione, ad esempio, alcune periferiche interne dei personal computer, quali l'hard disk o il monitor, possono spegnersi automaticamente se non vengono usati per un tempo predeterminato. In realtà ormai è il consumatore che usufruisce della macchina a poter decidere dopo quanto tempo e come far spegnere l'impianto.

## Utilità
Lo scopo principale di questa funzionalità è il risparmio energetico; è infatti molto frequente che non si possa spegnere manualmente (o in quel momento) una macchina poiché sta lavorando, ma grazie allo spegnimento automatico siamo in grado di spegnerle dopo una determinata operazione.

## Curiosità
Nell'ambito prettamente informatico, è possibile spegnere il proprio PC anche da distanze notevoli tramite sms o mail.